# Passeport birman
Le passeport birman est un document de voyage international délivré aux ressortissants birmans, et qui peut aussi servir de preuve de la citoyenneté birmane. 